# Вулиця Млинарська (Івано-Франківськ)
Вулиця Млина́рська — вулиця в північно-західній частині міста Івано-Франківська, що відгалужується від вулиці Карпатської та прямує в бік річки Бистриці Солотвинської. Знаходиться в межах колишньої дільниці Княгинин—Бельведер.

## Історія
Виникла в другій половині XIX ст. Тоді лише початковий відтинок Млинарської пролягав через земельну ділянку, яка відносилися до міста Станиславова. Водночас середня й кінцева частини вулиці належали до меж Княгинин-села. Тут на численних протоках і притоках Бистриці працювало кілька водних млинів — саме цим фактом й пояснюється походження її назви, яка увійшла до вжитку місцевих мешканців ще від початку ХХ ст. Втім, лише в травні 1926-го рада міста вирішила офіційно зафіксувати назву Млинарської в горішній (північній) частині тодішньої вулиці Бельведерської.
Початковий відтинок Млинарської огинає праворуч місцину, де у XVIII ст. розташовувався заміський палацик дружини власника міста Вікторії Потоцької під назвою Бельведер. В першій половині 1910-х частина цієї ділянки землі була передана п. Лістовським у дар черницям-альбертинкам з метою спорудження притулку для вбогих дівчат і жінок, а ще частину сусіднього ґрунту монахині придбали на кошти з пожертв. Споруджений благодійний заклад діяв на вулиці аж до радянської анексії західноукраїнських земель.
За австрійських і польських часів мешканці Млинарської періодично потерпали від паводків, які наставали в результаті підйому води у притоці Бистриці Млинівці, яка перетинала вулицю майже посередині. Зокрема, особливої шкоди стихійні лиха завдали жителям у 1893 і 1925 роках, коли вода у Бистриці Солотвинській стрімко піднімалася вище свого звичного рівня відповідно на 4,4 і 3,8 метрів.
Як свідчать архівні дані, станом на серпень 1939-го на Млинарській налічувалися 32 житлові споруди, у яких було зареєстровано 319 осіб. Національний склад мешканців вулиці виглядав досить строкато: 165 євреїв, 98 поляків, 53 українців і 3 німців.
У період німецької окупації Станиславова вулиця входила до території міського єврейського ґетто.
Приблизно до 1950-х середній і кінцевий відтинки вулиці пролягали значно правіше, доходячи майже до берегів Бистриці в районі теперішнього закладу вищої освіти ІФНТУНГ.
У радянські часи вулиця змінила свою назву і отримала ім'я галицького письменника та публіциста, учасника «Руської трійці» Івана Вагилевича (1960 р.).
В добу незалежної України депутати Івано-Франківської міської ради у січні 1993-го повернули вулиці історичну назву Млинарської (ім'я Івана Вагилевича за якийсь час присвоїли одній із вулиць центральної частини міста).
Сьогодні на вулиці переважають житлові приватні садиби та багатоповерхівки. Водночас тут знаходяться й декілька будівель громадського та соціального призначення.

## Будівлі

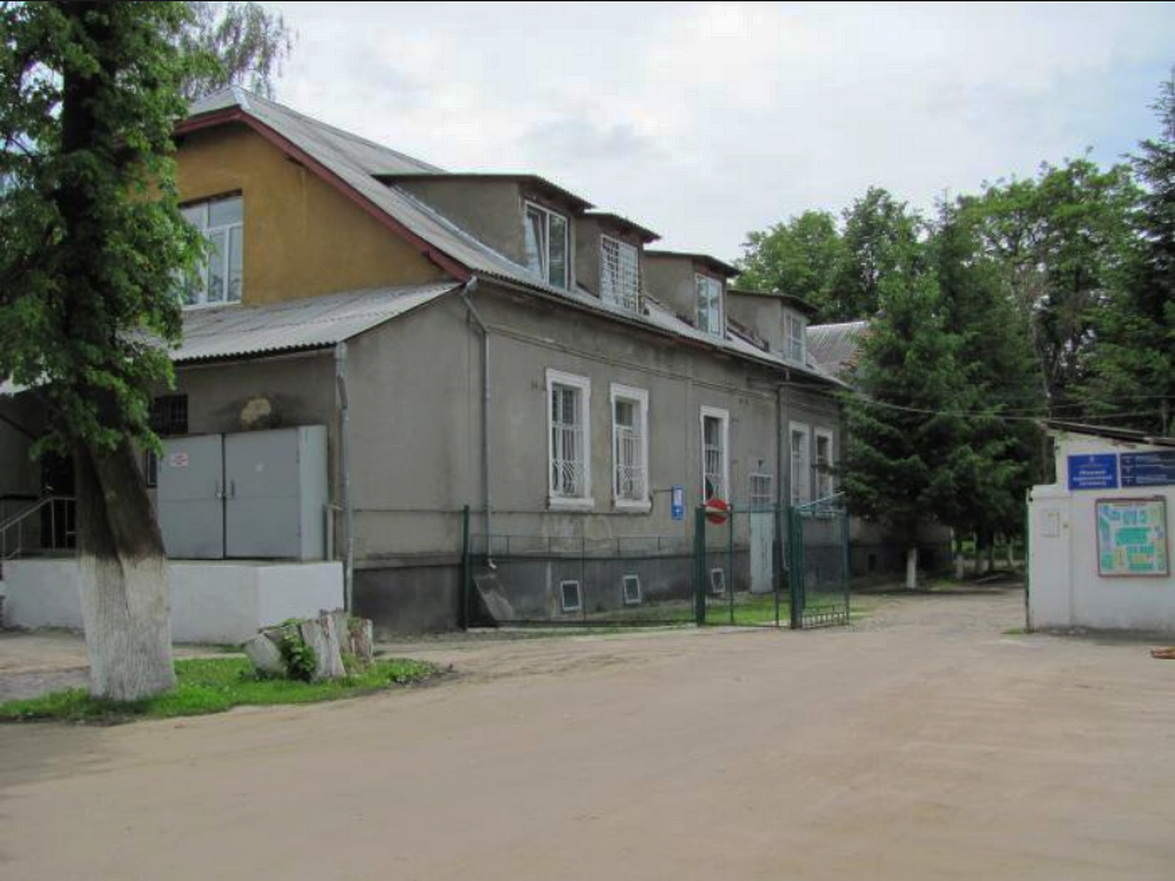
Будинок № 21 — колишній притулок черниць-альбертинок для вбогих дівчат і жінок

- № 2 —займає Управління поліції охорони в Івано-Франківській області.
- № 2а —з радянських часів аж до 1999 року в споруді знаходився міський витверезник[2]. З 2007 року за цією адресою зареєстровано Будинок нічного перебування та центр обліку бездомних осіб.
- Будинок № 21 — колишній притулок черниць-альбертинок для вбогих дівчат і жінок№ 21 — найдавніша з комплексу споруд за цією адресою побудована 1915 року. Будівництво здійснював підприємець Е. Шлезер, технічним керівником виступав К. Захар'ясевич, адміністративним — А. Дзюржинський[3]. До 1939-го там знаходився притулок для вбогих дівчат і жінок, яким опікувалися черниці-альбертинки. У часи німецько-радянської війни будинок перепрофілювали під інфекційний шпиталь та пересильний табір для єврейського населення. У радянський період приміщення тривалий час використовували під потреби психлікарні. Станом на початок 2023 року за вказаною адресою розташовувалися Івано-Франківська державна обласна психіатрична клінічна лікарня № 1 та Комунальне некомерційне підприємство «Прикарпатський наркологічний центр Івано-Франківської обласної ради».